# ليلي إيرين جاكسون
ليلي إيرين جاكسون (بالإنجليزية: Lily Irene Jackson)‏ هي موضحة علمية ‏ أمريكية، ولدت في 17 سبتمبر 1848 في باركرسبورغ في الولايات المتحدة، وتوفي بنفس المكان في 9 ديسمبر 1928.